# Pieni-Jormanen
Pieni-Jormanen är en sjö i kommunen Sotkamo i landskapet Kajanaland i Finland. Arean är 43 hektar och strandlinjen är 3,8 kilometer lång. Sjön  ingår i Uleälvens huvudavrinningsområde.   Den ligger omkring 24 kilometer sydöst om Kajana och omkring 470 kilometer norr om Helsingfors. 